# Pmd

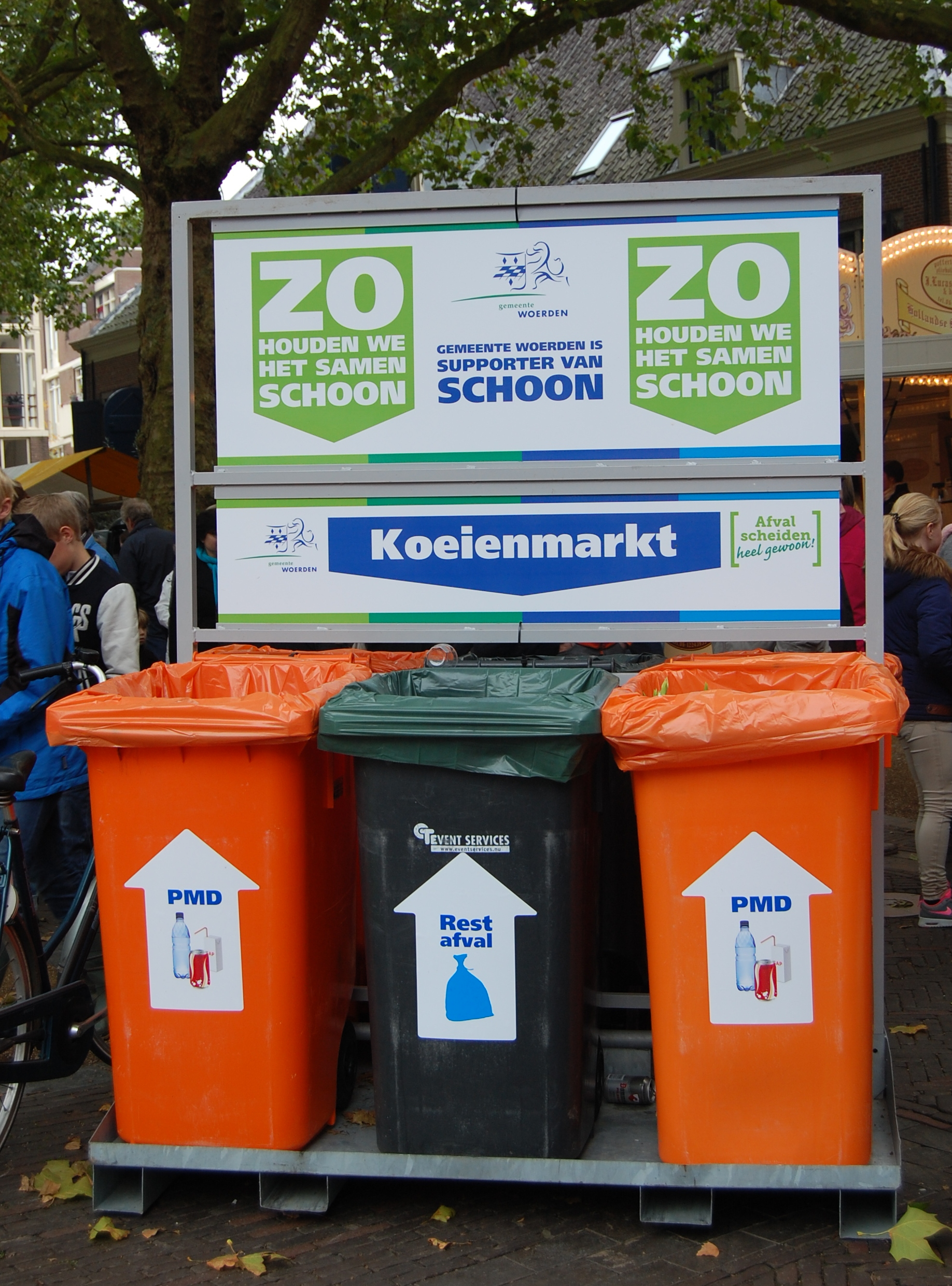
Bakken voor pmd-afval op een jaarmarkt

Pmd is een afkorting voor het afval van plastic verpakkingen, metalen verpakkingen en drankkartons (Vlaanderen) of plastic verpakkingen, metalen verpakkingen en drinkpakken (Nederland). Het verpakkingsafval wordt samen ingezameld en na sortering gerecycleerd. De term is in Vlaanderen gangbaar en is ook in Nederland in zwang geraakt.

## België

### Geschiedenis
De eerste gescheiden inzamelingen van pmd-afval gingen van start in België in 1994 bij de oprichting van het bedrijf Fost Plus toen de eerste pmd-zakken werden uitgedeeld.
Sinds 1 juli 2013 zijn alle bedrijven in het Vlaams Gewest verplicht pmd-afval te sorteren. Sinds 2 februari 2014 is het sorteren van pmd-afval ook verplicht voor bedrijven in het Brussels Hoofdstedelijk Gewest. In Wallonië kwam de selectieve ophaling via onder meer de pmd-zak vanaf 2000 op gang, na invoering door het regeringsbesluit Horizon 2010 van 15 januari 1998,  vervangen door het besluit van 22 maart 2018 met het Plan Wallon Déchets Ressources (PWD-R).

### Sorteerregels
Wat is toegelaten in de pmd-zak valt onder een van de drie letters:
- P: lege plastic verpakkingen zoals plastic flessen en flacons van onder andere mineraalwater, melk, frisdrank, bad- en doucheproducten, wasmiddelen, schoonmaakmiddelen, gedestilleerd water, ... maar ook plastic vlootjes, schaaltjes, bakjes, folies, ...
- M: lege metalen verpakkingen zoals drankblikjes, conservenblikken, dozen en bussen; maar ook metalen deksels en doppen van bokalen of flessen, metalen schaaltjes en bakjes en lege spuitbussen. Sommige spuitbussen zijn evenwel geen pmd maar klein gevaarlijk afval (kga), zoals spuitbussen butaangas.
- D: lege drankkartons van onder andere lege fruitsappenverpakking, melk, soep, ...

Plastic verpakkingen en voorwerpen zoals yoghurtpotjes, botervlootjes, tubes, plastic zakken, folies, ... waren initieel niet toegelaten in de pmd-zak. Voor 2019 stond de p in pmd voor plastic flessen en flacons. Met de invoering van de nieuwe blauwe zak kwam hier verandering in. Harde plastics die geen verpakkingsafval zijn, zoals plastic speelgoed, worden soms ook via het containerpark ingezameld. Verder zijn ook zaken als aluminiumfolie en piepschuim niet toegelaten bij het pmd-afval, net als (lege) verpakkingen van gevaarlijke producten. Deze laatsten horen bij het klein gevaarlijk afval. Verpakkingen in de pmd mogen bovendien een volume hebben van maximaal 8 liter.

### Inzameling
Pmd wordt meestal in een blauwe pmd-vuilniszak huis-aan-huis ingezameld. De zakken zijn doorzichtig, zodat de ophalers kunnen zien of ze wel degelijk alleen pmd-afval bevatten. Als dat niet zo is, wordt de pmd-zak niet meegenomen en krijgt die een rode weigeringssticker. Pmd kan ook in minicontainers of in ondergrondse containers worden ingezameld. Verder wordt pmd in het containerpark aanvaard. De zakken worden naar een afvalsorteercentrum gebracht, waar de verschillende fracties gescheiden worden om erna te worden gerecycleerd.

### Recyclage
De afvalscheiding vindt plaats in sorteercentra, meestal door een combinatie van automatische en handmatige scheidingstechnieken. Het pmd-afval wordt eerst op een lopende band geplaatst. De pmd-zakken worden opengescheurd zodat de inhoud vrijkomt. Daarna gaat het afval door een draaiende trommel om te kleine voorwerpen eruit te halen. De opengescheurde pmd-zakken worden ook uit de afvalstroom gescheiden.
- Plastic flessen en flacons worden automatisch of handmatig uitgesorteerd. De plastic flessen en flacons worden gewassen en vermalen tot schilfers of verwerkt tot korrels. Deze schilfers en korrels kunnen worden gesmolten en omgevormd tot nieuwe producten. Zo worden petflessen vooral gerecycleerd tot nieuwe flessen, terwijl HDPE-verpakkingen vaak gerecycleerd worden tot harde plastic voorwerpen zoals opbergbakken, rekken en leidingbuizen.
- Metalen verpakkingen worden automatisch uitgesorteerd met machines. Zo worden stalen verpakkingen uit de afvalstroom gescheiden met elektromagneten terwijl aluminium wordt gescheiden met een wervelstroomscheider. Deze geven het aluminium een magnetische lading zodanig dat het afgestoten wordt als het in een magnetisch veld terechtkomt. Het gescheiden staal en aluminium wordt dan vermalen en gezuiverd tot metaalschroot dat in een oven kan worden gesmolten. Het staalschroot gaat naar de staalindustrie waar het ofwel in een verhouding van ongeveer 40% aan ijzer wordt toegevoegd in een hoogoven, ofwel wordt gesmolten in een vlamboogoven zonder het aan ijzer toe te moeten voegen. Het aluminiumschroot wordt gesmolten door aluminiumsmelterijen. De gesmolten metalen kunnen opnieuw in vormen worden gegoten en tot nieuwe metalen producten worden verwerkt.
- Drankkartons worden automatisch of handmatig uitgesorteerd. Drankkartons bestaan voor ongeveer 75% uit karton, 21% uit plastic (polyetheen) en 4% uit aluminium; deze materialen worden voor de recyclage van elkaar gescheiden. Eerst worden de drankkartons in water ondergedompeld zodat de kartonvezels van de aluminium- en plasticlagen worden losgeweekt. Deze vezels worden daarna verder gerecycleerd zoals papier-kartonafval. Het resterende aluminium-plasticmengsel wordt ofwel verbrand met energiewinning, ofwel verder gesorteerd, waarbij het aluminium gerecycleerd wordt en het plastic ofwel gerecycleerd ofwel verbrand wordt met energiewinning.

Op het einde van elke gescheiden materiaalstroom staat vaak nog iemand die eventueel fout gesorteerde voorwerpen eruit haalt. Na scheiding is er naast de pmd-zakken en de verschillende pmd-afvalstromen ook nog een niet-recycleerbaar residu over.

### Statiegeld
In het voorjaar van 2014 kwam vanuit de Waalse en Vlaamse overheid het idee statiegeld in te voeren op drankflesjes en -blikjes om zwerfvuil tegen te gaan. Verschillende sectorverenigingen, waaronder Comeos, FEVIA, VIWF en de Belgische Brouwers, verwierpen het idee echter. Zij waren van mening dat statiegeld het probleem van zwerfvuil niet zou oplossen, er geen zekerheid was dat een statiegeldsysteem beter zou werken dan de inzameling via de pmd-vuilniszakken en een statiegeldsysteem grote meerkosten van 150 tot 310 miljoen euro zou creëren. Ook wezen ze op praktische problemen zoals wanneer de drie gewesten een verschillend model zouden hanteren. De sectorverenigingen stelden in de plaats daarvan dat er eerder nood was aan sensibilisering, een verhoogde pakkans en strengere straffen. Moest er toch een statiegeldsysteem komen, stelden zij dat hetzelfde systeem zou moeten gelden voor heel het land. Het Neutraal Syndicaat voor Zelfstandigen (NSZ) meende dat een statiegeldsysteem niet haalbaar zou zijn voor kleinere buurtwinkels omdat het van hen te veel tijd en geld zou vragen en deze zaken er niet op uitgerust zouden zijn. Het NSZ meende ook dat consumenten geen vragende partij waren en liever de pmd-zakken bleven gebruiken. Verder was Fost Plus ook geen voorstander omdat zo'n vorm van statiegeld niet compatibel is met de pmd-inzameling via de blauwe zak.
Toenmalig Vlaams minister van Leefmilieu Joke Schauvliege liet in 2015 door de Openbare Vlaamse Afvalstoffenmaatschappij (OVAM) onderzoeken welk statiegeldsysteem het beste zou werken en wat de impact ervan zou zijn. Voor de studie werd uitgegaan van enkele scenario's die verschilden qua aantal inzamelpunten en welke verpakkingen in het systeem zouden opgenomen worden. Er werd in een verdere fase ook een blauwdruk uitgewerkt voor het invoeren van statiegeld volgens een voorkeursscenario. Het voorkeursscenario betrof een systeem met een statiegeld van 0,25 euro op alle eenmalige drankverpakkingen uit kunststof en metaal (blikjes) ongeacht de inhoud of het volume. De inzameling zou in dat systeem verplicht zijn voor grote en middelgrote distributiepunten, terwijl andere inzamelpunten op vrijwillige basis georganiseerd zouden kunnen worden. Tevens onderzocht de OVAM ook de juridische haalbaarheid van het invoeren van een statiegeldsysteem in Vlaanderen. In 2018 werd beslist het statiegeld niet in te voeren, met een herevaluatie in 2023 in functie van de cijfers op dat moment.
Eind september 2020 werd in het regeerakkoord van de federale regering opgenomen dat er onderzocht wordt of er statiegeld kan worden ingevoerd op enkele verpakkingen. Het federaal regeerakkoord bepaalt: “In overleg met de deelstaten en de betrokken sector wordt onderzocht of het incorporeren van een statiegeldregeling in de verpakkingsheffing wenselijk is.” Fost Plus schoof daarop een vorm van digitaal statiegeld naar voor, zodat de consument thuis de blauwe zak kan blijven gebruiken. 
Het Belgische federale regeerakkoord sluit zo aan op de statiegeldplannen die de Waalse en de Brusselse regering in 2019 opnamen in hun respectievelijke regeerakkoorden. De Europese Single Use Plastic richtlijn 2019/904 (SUP-richtlijn) bepaalt dat alle plastic flessen minstens 25% gerecycleerd plastic moeten bevatten in 2025 (op het einde van de federale legislatuur dus). De lidstaten moeten 90% van de plastic flessen gescheiden inzamelen tegen 2029. Europees Commissaris Frans Timmermans, die verantwoordelijk is voor de SUP-richtlijn, raadt Europese lidstaten dan ook aan om statiegeld in te voeren omdat het bewezen is als middel om het recyclagepercentage naar de gevraagde hoogtes te brengen.

### P+MD
Begin 2016 startte Fost Plus in samenwerking met de Vlaamse overheid, de gemeenten Aalter, Frameries, Hannut, Marchin, Wervik & Waregem en de afvalintercommunales die deze gemeenten bedienden een proefproject om meer soorten plastic dan enkel flessen en flacons toe te laten in de pmd-zak; met name soepele plastic zoals folies en zakken en harde plastic zoals potjes en bakjes. Dit met als doel de sorteerregels voor pmd-afval te vereenvoudigen om zo meer materialen te kunnen recupereren, grondstoffen te sparen en de hoeveelheid restafval te verminderen. Dit proefproject betrof daarmee ongeveer 100 000 inwoners. In de desbetreffende gemeenten werd de blauwe pmd-vuilniszak vervangen door een paarse P+MD-zak (in Wallonië “sac P+MC” genoemd). In de gemeenten Marchin & Wervik mocht naast het gewone pmd-afval ook harde plastic in deze zak en in de gemeenten Aalter & Frameries mocht zowel harde als soepele plastic ook in deze zak. In de gemeenten Hannut & Waregem mocht harde plastic in de paarse zak en werden er naast de paarse P+MD-zakken ook transparante zakken verdeeld om de soepele plastic apart in te verzamelen.
De verschillende ophaalmethodes werden geëvalueerd op de samenstelling & kwaliteit van het opgehaalde afval, de mogelijkheden tot recyclage en de economische & ecologische impact. Ook leverde het proefproject informatie op over de participatiegraad & kennis van de nieuwe sorteerregels van de bevolking. De gewonnen kennis uit het proefproject zou gebruikt worden om een van de nieuwe ophaalmethodes uit te breiden naar heel België. 
Sinds 2021 gebruikt heel België deze nieuwe, uitgebreide blauwe zak. In 2023 werd zo 24,4 kg pmd per inwoner ingezameld. 

## Nederland
In Nederland wordt pmd-afval sinds 2015 ingezameld.
Naast de pmd-zakken, zijn er ook ondergrondse pmd-containers voor flatbewoners, pmd-minicontainers van 140 of 240 liter met oranje deksel voor huisbewoners, en in sommige gemeentes zoals Tilburg gebruiken huisbewoners een duo-container met een oranje/blauwe deksel (pmd en papier).